# 劍潭水庫
劍潭水庫，位於台灣苗栗縣造橋鄉大龍村，屬於中港溪支流南港溪上游處，由農業部農田水利署苗栗管理處自行設計、施工、興建的水庫，功能為提供農田灌溉用水。

## 沿革
劍潭水庫於1956年1月施工，1957年9月完工。

## 結構
劍潭水庫的大壩為土石壩，附設弧形閘門一座。

## 腳註
1. ↑  水利五十年紀念專輯，臺灣省政府水利處編，1997年出版。